# بيغي سوليفان
بيغي سوليفان (بالإنجليزية: Peggy Sullivan)‏ هي أمينة مكتبة أمريكية، ولدت في 1929.